# DEEP SPACE SYNDICATE
『DEEP SPACE SYNDICATE』（ディープ・スペース・シンディケート）は、La'cryma Christiの5枚目のアルバム。

## 解説
セルフプロデュースによるアルバム（「HIRAMEKI」のみ明石昌夫が編曲に参加）。KOJIはGuitarの他にPRO TOOLSとしてのクレジットがあり、ミックスにもエンジニアとして参加した。12曲目にシークレットトラック「Mystical Glider (E.Piano arrange)」が収録されている。初回盤のケースはランダムで色が違っていた。ジャケットの撮影は市川市動植物園にて行われた。

## 収録曲
1. intro (作曲:KOJI)
2. Mystical Glider (ALBUM MIX) (作詞:TAKA 作曲:HIRO)
14th single アルバムバージョン。
3. GROOVE WEAPON (ALBUM MIX) (作詞:SHUSE 作曲:SHUSE)
15th single アルバムバージョン。
4. DEEP SPACE SYNDICATE (作詞:SHUSE 作曲:SHUSE)
5. Vampire Circus (作詞:TAKA 作曲:SHUSE)
6. surrealism (作詞:TAKA 作曲:HIRO)
7. Simply Red (作詞:SHUSE 作曲:SHUSE)
8. raggle-taggle-revolver (作詞:TAKA,SHUSE 作曲:SHUSE)
9. HIRAMEKI  (作詞:TAKA,SHUSE 作曲:SHUSE)
13th single
10. HAVEN (作詞:SHUSE 作曲:SHUSE)
11. REVERSE (作詞:TAKA 作曲:KOJI)